# Bodotria biplicata
Bodotria biplicata är en kräftdjursart som beskrevs av Gamo 1964. Bodotria biplicata ingår i släktet Bodotria och familjen Bodotriidae. Inga underarter finns listade i Catalogue of Life.